# Драбове-Барятинське
Драбове-Барятинське — селище в Україні, в Золотоніському районі Черкаської області. Входить до складу Драбівської селищної громади.

## Історія
Назва селища походить від назви однойменної залізничної станції, а та, у свою чергу — від колишнього землевласника — князя Олександра  Барятинського.
Є на мапі 1888-1910 років.
Село постраждало внаслідок геноциду українського народу, проведеного радянським окупаційним урядом 1932-1933 та 1946—1947 роках.

## Населення
Населення — 2 531 осіб (станом на 2001 рік).

### Мовний склад
Рідна мова населення за даними перепису 2001 року:
| Мова       | Чисельність, осіб | Доля     |
| ---------- | ----------------- | -------- |
| Українська | 2 443             | 96,52 %  |
| Російська  | 67                | 2,65 %   |
| Інше       | 21                | 0,83 %   |
| Разом      | 2 531             | 100,00 % |

## Транспорт
У Драбовому-Барятинському розташована однойменна вантажно-пасажирська залізнична станція.

## Персоналії
В поселенні при станції народились:

Михайло Білинський

- Білинський Михайло Іванович — український військовий діяч, контр-адмірал УНР, організатор та командир Дивізії морської піхоти УНР (1919—1921).
- Міхелєв Абрам Аронович (1908—1979) — український вчений-технолог.

Поховані в селі:
- Герасимчук Марина Павлівна — сержант Збройних Сил України, учасниця російсько-української війни.